# Кропивнянська сільська рада (Хмільницький район)
| Кропивнянська сільська рада — колишній орган місцевого самоврядування у Хмільницькому районі Вінницької області з адміністративним центром у с. Кропивна. Сільській раді були підпорядковані населені пункти: - с. Кропивна - с. Клітенка - с. Ступник |

## Склад ради
Рада складалася з 16 депутатів та голови.

## Керівний склад сільської ради
| ПІБ                     | Основні відомості                                                 | Дата обрання | Дата звільнення |
| ----------------------- | ----------------------------------------------------------------- | ------------ | --------------- |
| Дмитрук Ніна Михайлівна | Сільський голова, 1966 року народження, освіта, позапартійна      | 26.03.2006   | 31.10.2010      |
| Дмитрук Ніна Михайлівна | Сільський голова, 1966 року народження, освіта вища, позапартійна | 31.10.2010   |                 |

Примітка: таблиця складена за даними джерела